# سيميولوجيا
السميولوجيا (بالفرنسية: Sémiologie)‏ تأتي مرادفة لعلم العلامات وتأتي بمعنى مخالف له. مشتقــّـة من المصطلح الإغريقي σημεΐον ومعناه الإشارة أو العلامة أو الآية، وهو علم يعنى بدراسة السلوك الإنساني كأنماط ذات نتاج ثقافي منتج للمعاني.
وزعموا قديماً أن السيمياء هو نوع من العقاقير يتوصل به إلى قلب الأشياء عن حقيقتها، وقد صنفها البعض كمذهب من المذاهب الفكرية،وأعتبره البعض الآخر علم طلاسم يستخدمه بعض المتصوفة لكشف الحس وظهور الخوارق وهذا ما بيّنه ابن خلدون في مقدمته تحت عنوان «علم أسرار الحروف» وهو ما يسمى بالسيمياء.
وراح البعض إلى أنه علم من علوم اللسانيات لمعرفة دقيقة للمعاني والمتعلقة بالدال والمدلول من الألفاظ ولكن حديثاً عرف هذا العلم بدراسة أنظمة العلامات التي أبتكرها الإنسان كنتاج له معاني ودلالات لها علاقة بسلوكه الإنساني.
تبدو الروابط بين علم العلامات (السيميوطيقا) وعلم التأويل (الهرمنيوطيقا) عميقة وضاربة الجذور، حيث قال امبرتو ايكو: «إن شيئاً ما لا يعتبر علامة إلا لأنه يؤول بوصفه علامة من قِبَل مؤوِّلٍ ما»